# ソレイアード
ソレイアード（SOULEIADO）は、フランスの生地ブランドである。
同ブランドの生地は、南フランスのプロヴァンス地方に伝わるプロヴァンス・プリントと呼ばれる伝統的なものである。プロヴァンス・プリントは、梨の木の版木に模様を彫り、主に植物系の染料を用いて、布地に捺染したプリント生地またはそのプリント技法を言う。
こうした技法を用いて生産されるプリント生地は、トワルパントと総称されるが、プロヴァンス・プリントはその中でも、特にプロヴァンス地方の動植物をモチーフとし、アネモネ・茜・オリーブ・向日葵・ラベンダー・薔薇などプロヴァンス地方に多く自生もしくは栽培される植物を染料とすることから、通常のトワルパントに対して特産品としての地位を確立している。
ソレイアード は、プロヴァンス・プリントのブランドの中でも、最古のブランドのひとつに数えられ、また代表的なブランドのひとつである。ソレイアードをプロヴァンス・プリントの代表的ブランドたらしめているもののひとつに、所有する膨大な版木のコレクションが挙げられる。
ソレイアードのブランド創業者であるシャルル・ドゥメリーは、度重なる禁令と時間の中で散逸していた40000点に及ぶプロヴァンス・プリントの版木を蒐集し、ソレイアードにおける意匠の源泉とした。このコレクションにより、ソレイアードはプロヴァンス・プリントの伝統的モチーフを、自社のプリント・デザインに自由に生かすことができるようになり、そのヴァリエーションを飛躍的に増やすことに成功したと言える。
なお、ソレイアードというブランド名は、古いプロヴァンス語に由来し、「雨上がりの雲の間から射し込む陽の光」を意味する。

## 略歴
- 1658年 - トワルパントの原型となるインド更紗がサン・ジェルマンの見本市に出品される
- 1686年 - フランス宰相コルベールにより、インド更紗のフランス国内における製造・使用及び輸入の禁令が発令される
- 1806年 - 禁令が及ばなかったタラスコンで、ソレイアード (SOULEIADO) の前身となるプリント工場が創設される
- 1825年 - 工場長であったジャン・ジョーダンがプリント工場の所有者となる
- 1840年 - ジャン・ジョーダンの息子マシュー・ジョーダンが事業を引き継ぐ
- 1882年 - マシュー・ジョーダンが事業をポール・ヴェランに譲渡する
- 1916年 - タラスコンの薬剤師であったシャルル・アンリ・ドゥメリーがポール・ヴェランの工場を入手する
- 1937年 - シャルル・ドゥメリーがタラスコンのプリント工房を叔父シャルル・アンリ・ドゥメリーから譲り受ける
- 1939年 - シャルル・ドゥメリーがソレイアード・ブランドを創立する
- 1997年 - ニコラン財閥がソレイアード・ブランドを買収する